# Stamtjärnen, Dalarna
Stamtjärnen är en sjö i Mora kommun i Dalarna och ingår i Dalälvens huvudavrinningsområde.